# Monumento natural de la Garganta de Tskaltsitela
Monumento natural de la Garganta de Tskaltsitela ( en idioma georgiano: წყალწითელას ხეობის ბუნების ძეგლი), es un desfiladero en el oeste de Georgia, en los municipios de Tkibuli y Terjola. El nombre histórico y geográfico de esta área de Georgia es Okriba. El río principal en Okriba es el río Tskaltsitela, también deletreado Tsqal-Tsitela (en georgiano: წყალ-წითელა). El río recibió su nombre debido al color rojizo del agua: Tsqal significa agua y Tsitela significa rojo en georgiano. El agua adquiere color lavando arcillas que contienen óxido de hierro. El Monumento Natural de la Garganta de Tskaltsitela es un tramo del cañón del río Tskaltsitela aproximadamente desde el Puente del Monasterio de Gelati hasta el Puente de Godagani a una elevación de 130–200 metros sobre el nivel del mar.

## Geografía
El río Tskaltsitela nace desde la ladera sur de la cordillera de Nakerala, cruza todo el territorio de Okriba hasta que se une con el río Kvirila. La fuente del río se encuentra en la cresta de la montaña Nakerala Racha a 1080 m sobre el nivel del mar. La longitud del río Tskaltsitela es de 49 km, el área de la cuenca es de 221 km². El afluente principal es el río Chala. Se nutre principalmente del agua de lluvia. Las inundaciones son características durante todo el año. Gasto medio anual 7,56 m³ / s.  El río Tskaltsitela limitaba con la ciudad de Kutaisi desde el este.

## Geología
El barranco de Tskaltsitela está cortando la roca madre de la formación de carbonatos de la edad de depósito jurásica, representada principalmente por dolomitas y calizas dolomitizadas. Pertenecen a la etapa más baja del sistema cretácico y se llaman sedimentos neocomianos. Litológicamente, estos sedimentos son calizas de cristal y, en ocasiones, dolomitas. En áreas pequeñas también se encuentran sedimentos de la era cenomaniense. Litológicamente, estos sedimentos son calizas, margas, areniscas glauconíticas y rara vez arcillas y conglomerados. En las cercanías del río Tskaltsitela hay muchas canteras naturales con calcedonia, barita, arena de cuarzo, mármol, basalto, ágata, arcillas ignífugas utilizadas para la producción de cemento, teshenit y otros minerales. La minería del carbón ha estado en marcha en las cercanías de Tkibuli desde mediados del siglo XIX. Pero las excavaciones arqueológicas muestran que el mineral fue extraído aquí ya en el segundo milenio antes de Cristo.

## Flora
El cañón Tsaltsitela ha preservado el Bosque de frondosas del Ponto Euxino y la Cólquide. Se pueden encontrar muchas plantas medicinales en la garganta del Tskaltsitela, como el Taxus baccata), la avellana de Imeret, Dorycnium graecum, Frangula alnus, Cistus salviifolius y Melissa officinalis. Muchas son especies endémicas raras de Georgia y se pueden encontrar en ecotopos calcáreos del desfiladero de Tsaltsitela, cerca del monasterio de Gelati.

## Turismo
Hay algunas zonas turísticas importantes en el territorio de Okriba, en una zona cercana al Monumento Natural de la Garganta Tskaltsitela, está incluido Satsire, un centro médico para niños con alergias, bronquitis, neumonía, enfermedades cardíacas inherentes y asma bronquial. La balneoterapia en el resort incluye la aplicación de aguas minerales nítricas, ligeramente sulfuradas, hidrocarbonadas, que contienen magnesio y calcio.